# Serangiini
Serangiini  (лат.) — триба божьих коровок из подсемейства Sticholotidinae.

## Описание
Тело сильно выпуклое, полусферическое. Голова полностью вытянута в переднегрудь. Подбородок и субментум в месте сочленения узкие. Последний сегмент челюстных щупиков большой, конический или продолговато овальный, явно сужающийся к вершине. Последний сегмент усиков плоский, овальный, очень длинный, длиннее пяти предыдущих сегментов, вместе взятых.

## Систематика
В составе трибы:
- Catana Chapin, 1940
- Delphastus Casey, 1899
- Microserangium Miyatake, 1961
- Serangium Blackburn, 1889